# Katagami
Katagami (潟上市, Katagami-shi) är en japansk stad i Akita prefektur på den norra delen av ön Honshu. Staden är belägen vid Japanska havets kust, strax norr om staden Akita. Katagami bildades 22 mars 2005 genom en sammanslagning av de tre kommunerna Iitagawa, Shōwa och Tennō. 